# 蓄熱槽
蓄熱槽（ちくねつそう）とは蓄熱のための熱媒体を貯める設備のことである。

## 蓄熱方式
- 顕熱型　水蓄熱が代表的。基礎梁二重スラブを利用した空気調和用蓄熱槽は日本固有のものである。
- 潜熱型
- 熱化学型
- 光化学型

## 配管回路
蓄熱槽から空調機へ運ぶ方法として、開放式と密閉式がある。

### 開放式配管回路
冷凍機で冷却した水を、一次冷水ポンプで蓄熱槽を送り込む。そしてこの冷却水を二時冷水ポンプで送り出す方式を開放式配管回路と呼ぶ。

### 密閉式配管回路
空調機が高所にある場合、二次冷水ポンプで冷却水を空調機を供給するのに動力が要してしまう。それを解消するために、二次冷水ポンプ側に蓄熱槽から熱交換器を介して送水する。この方式を密閉式配管回路と呼ぶ。

## 長所
- 熱源機の設置費用が削減できる。（回転機器メンテナンス費用も削減できる）
- ピークカット運転が可能なことにより、受電設備のコンパクト化（受電設備費の削減）、さらには基本料金の減少にも繋がる。
- 冷凍機の高負荷運転により、効率化が望める。
- 部分負荷運転が出来る。
- 停電時や故障時には、短時間ではあるが、水槽の熱で対処が可能である。蓄熱槽の水は、ろ過＋消毒により生活用水（雑用水）として利用が可能である。
- 安価な深夜電力を利用できる。
- 将来の負荷増加に対し、運転時間の延長で対処がある程度可能である。

## 短所
- 建設費がかかる。（ただし、二重スラブを活用できる場合は、蓄熱槽構築費が削減される可能性がある。）
- 熱損失がある。地域冷暖房プラントにおける蓄熱システムの運転評価手法に関する研究（http://www.arch.eng.osaka-u.ac.jp/~labo4/www/paper-top.files/2007_pdf/2007kuei/07-s-07.pdf）によれば、夏季における熱損失は2.5%程度である。また、「蓄熱システムの蓄熱ロスは実績でどの程度でしょうか。」(http://www.hptcj.or.jp/inquiry/FaqDetail/tabid/826/pdid/58/Default.aspx[リンク切れ])によれば、断熱の無い、或いは簡素な断熱しかしていない連結完全混合槽型水蓄熱槽の実測例では蓄熱槽保有熱量の5 - 7 %程度というのが過去の実績値とある。
- 開放式配管回路では、ポンプ揚程が大きく、それと同時に動力も大きくなる。
- 夜間運転に移行する際、管理人の人件費がかかる。（自動運転により人件費がかからない場合もある）
- 蓄熱槽効率を考慮しなければならない。「一般的な事例で良いのですが、蓄熱槽の形状と蓄熱槽効率の関係を教えてください。」（　http://www.hptcj.or.jp/inquiry/FaqDetail/tabid/826/pdid/54/Default.aspx[リンク切れ]）によれば、 槽の形状等（連結完全混合型【連通管方式の場合】の槽数や温度成層型蓄熱槽）により値は異なる。TESEP-W（蓄熱槽最適設計プログラム）等を用いれば計算が可能となる。
- 二重スラブを利用した開放式蓄熱槽では、空気の溶解、コンクリートのアクなどで水質が悪化し、それが、配管の腐食に繋がるため、水質管理が必要。